# قناة النجوم
قناة النجوم (بالإسبانية: El Canal de las Estrellas) قناة تلفزيونية مكسيكية، إحدى قنوات تيلفيزا، تبثّ في جميع أنحاء المكسيك، الولايات المتحدة، أمريكا اللاتينية وأوربا. تأسست في 21 مارس، 1951. يقع مقرها في مدينة مكسيكو، المكسيك.

## وصلات خارجية
- televisa.com قناة النجوم (بالإسبانية)